# 哈尔滨地图出版社
哈尔滨地图出版社是中华人民共和国的一家地图出版机构，隶属于黑龙江测绘地理信息局，拥有地图编制甲级测绘资质，是中国东北地区唯一的地图出版机构和国家甲级测绘资质单位。社址位于哈尔滨市南岗区测绘路。主要出版地图以及测绘、农林、地理类相关图书。

## 资料来源
1. ↑  哈尔滨地图出版社. . www.hcph.com.cn. 哈尔滨地图出版社.   [2018-01-04]. （原始内容存档于2019-06-05）.